# Ритмічна гра

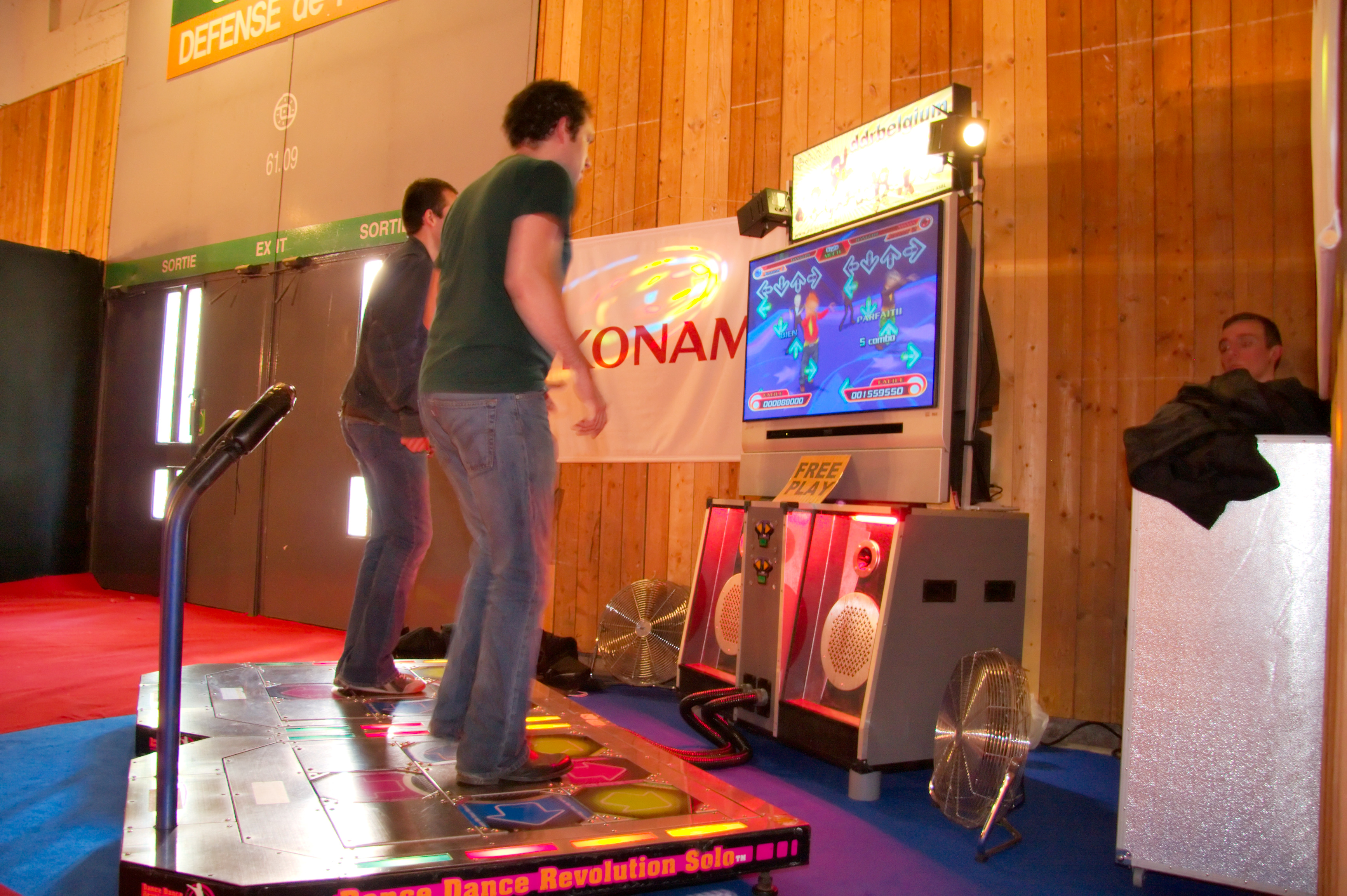
Гравці з танцювальним килимком грають в Dance Dance Revolution — одну з найуспішніших ритмічних ігор

Ритмічна гра (англ. Rhythm game, rhythm action) — жанр відеоігор, де в основу ставиться музична складова, а від гравця вимагається наявність почуття ритму.

## Опис
Ігри даного жанру беруть за основу танці або виконання групою музичних композицій. Гравці повинні у відповідності з тим, що демонструється на екрані, натискати певні кнопки або виконувати танцювальні рухи. У разі успіху нараховуються очки. Багато музичних ігор також пропонують багатокористувацькі режими, де гравці або б'ються один з одним на рахунок, або грають в одній команді, уособлюючи собою групу.
Деякі ігри жанру дозволяють використовувати стандартні геймпади, однак, більшість з них вимагають спеціальні контролери, виконані у вигляді музичних інструментів. Для багатьох танцювальних ігор випускають особливі килимки з реагуючими на натискання областями.

## Історія

### Поява та популярність у Японії (1970—2000)
Одна з перших електронних ігор на основі ритму, Simon, була створена в 1978 році Ральфом Бером (відомим своїм створенням Magnavox Odyssey) і Говардом Моррісоном. У грі використовувалася механіка «дзвінок і відповідь», де гравці повторювали дедалі складніші послідовності натискань кнопок.
В 1987 році Human Entertainment випустила Dance Aerobics, ранню ритмічну відеогру, яка дозволяла гравцям створювати музику, використовуючи Nintendo Power Pad для консолі NES. Проте справжнім проривом у жанрі стала PaRappa the Rapper, випущена в 1996 році. Це була одна з перших музичних ігор, яка вимагала від гравців натискати кнопки в певному порядку, відповідно до підказок на екрані. Успіх цієї гри заклав основу для популярності ритмічних ігор.
1996 року вийшла PaRappa the Rapper — перша гра, яка визначила напрямок руху всього жанру. Випущена Konami в 1997 році Beatmania підвищила інтерес до музичних ігор у Японії. Після цього Bemani, підрозділ компанії Konami, випустило ще кілька ігор цього жанру. Найуспішнішим їх продуктом на території Японії, а також за її межами, стала Dance Dance Revolution. Після цього ринок почав заповнюватися її клонами, аж до виходу Guitar Hero, ігри Harmonix Music Systems. Джерелом натхнення компанії стали ранні японські музичні аркади, однак у GH ухил був зроблений на західну рок-музику. Відродивши жанр музичних ігор, вона поклала початок таким серіях, як Guitar Hero і Rock Band.

### Популярність на Заході (2001—2004)
Harmonix було створено в 1995 році з комп'ютерної музичної групи в MIT. З 1998 року компанія розробляла музичні ігри, натхненні PaRappa the Rapper. У 2001 році компанія випустила програму Frequency, за допомогою якої гравець міг контролювати кілька інструментальних треків. Райан Девіс з GameSpot написав, що гра забезпечує більше відчуття творчої свободи, ніж попередні. Програму добре сприйняли критики; однак маркетинг був ускладнений абстрактним стилем гри, який позбавив гравця можливості виступати перед глядачами. У 2003 році компанія Harmonix дослідила частоту з подібною амплітудою. Пізніше компанія випустила більш соціально орієнтовану музичну гру на тему караоке в Karaoke Revolution (2003). Donkey Konga, GameCube, розроблений Namco та випущений у 2003 році, досяг широкого успіху завдяки використанню бренду Nintendo Donkey Kong.

### Ігри на основі периферійних пристроїв (2005—2013)
До 2008 року жанр музичних ігор став одним з найпопулярніших жанрів комп'ютерних ігор поряд з «action». Тим не менш, в 2009 році ринок був переповнений різноманітними відхиленнями від основних ігор, що призвело до падіння виручки видавців музичних ігор майже на 50 %. Як наслідок, компанії скоротили плани на подальший розвиток жанру в 2011 році.
Незважаючи на це, жанр музичних ігор живий і продовжує розвиватися. З'являються нові ігрові серії, що використовують можливості нових контролерів, таких як Wii Motion Plus, PlayStation Move і Kinect (наприклад, Just Dance і Dance Central). Вийшли ж ігри, продовжують існувати за рахунок випуску завантажуваного контенту з новими піснями.

### Ритмічні-ігри для дівчат (з 2004)
У японських аркадах колекційні карткові ігри на основі аркад набули великої популярності. У 2004 році компанія Sega випустила гру Oshare Majo: Love and Berry, яка поєднувала модну координацію з елементами колекційної карткової та ритмічної гри. Oshare Majo стала великим хітом в Японії, що спонукало інші ігрові компанії до виходу в цей жанр.
- Sega — Oshare Majo: Love and Berry (2004—2008) і LilPri (2009—2011)
- Taito — KiraKira Idol Rika-chan (2006—2007)
- Atlus — Kirarin Revolution: Happy Idol Life (2006—2009) і Gokujō!! Mecha Mote Iinchō: конкурс дівчат KuruMote! (2009—2011)
- Tomy — Won!Tertainment Music Channel (2006—2010), Pretty Rhythm (2010—2014), PriPara (2014—2017), Idol Time PriPara (2017—2018), Kiratto Pri Chan (2018—2021), Waccha PriMagi! (2021—2024) і Himitsu no AiPri (2024–)
- Bandai — Pretty Cure: Серія Data Carddass (2007—2017) та Aikatsu! (2012–)
- Konami — Otocadoll (2015—2022)

Ці ігри були спрямовані переважно на дівчат, хоча деякі з них також зацікавили дорослих, яких часто називають «Ōkina otomodachi» (букв. «Великі друзі»). 2016 року, коментуючи PriPara, компанія Tomy зазначила, що хоча основна цільова аудиторія гри складається з дівчат віком від 6 до 9 років, їм вдалося значно розширити ринок завдяки включенню різних груп користувачів у свої фінансові результати.

### Сучасність (із 2010)
З появою контролерів руху для Xbox 360 (Kinect) та PlayStation 3 (PlayStation Move) у 2010 та 2011 роках, деякі аналітики прогнозували відродження ринку ритмічних ігор завдяки танцювальним та оркестровим іграм, які використовують платформо-агностичні контролери. Танцювальні ігри, такі як Just Dance від Ubisoft, Dance Central від Harmonix та Michael Jackson: The Experience, базувалися на нових технологіях визначення руху. Експерти галузі вважали, що через падіння продажів музичних ігор на основі периферійних пристроїв та зростання популярності поп-музики, танцювальні ігри продовжуватимуть процвітати.
Just Dance та Dance Central значно збільшили продажі в ритм-жанрі наприкінці 2010 року. Остання стала найбільш продаваною грою для Kinect у Північній Америці в листопаді 2010 року. За даними NPD, обидві ігри допомогли збільшити продажі жанру на 38 % порівняно з листопадом 2009 року. Harmonix міг отримати понад $100 млн прибутку за 2011 рік завдяки продажам Dance Central та завантажуваного контенту для гри.
Перша гра Just Dance (2009) подолала поганий прийом критиків і перевершила статус бестселера Call of Duty: Modern Warfare 2, тоді як Just Dance 2 (2010) стала найбільш продаваною грою для Wii, не створеною Nintendo. Серія Just Dance змагалася за продажі з найкращими екшн-франшизами. Tap Tap Revenge, перша частина ритмічної серії для iPhone Tap Tap, була найбільш завантажуваною грою платформи у 2008 році. Франшиза Tap Tap зрештою згенерувала 15 мільйонів завантажень і отримала Книгу рекордів Гіннеса як «найпопулярніша серія ігор для iPhone».
Friday Night Funkin' — ритмічна відеогра, розроблена Funkin' Crew Inc. 2020 року. Її особливістю є відкритий вихідний код, а деякі особливості ігрового процесу схожі на Dance Dance Revolution, PaRappa the Rapper і міні-гру «Dance Contest» від Club Penguin. Вважається, що ця гра повернула користувачів на Newgrounds, сайт, популярність якого зросла на початку 2000-х років.